# Gusztáv jobban tudja
A Gusztáv jobban tudja a Gusztáv című rajzfilmsorozat második évadának tizennegyedik epizódja.

## Rövid tartalom
Gusztáv a zenekar próbáján mindig rossz dallamot játszik: végül kiderül, hogy egy egészen más partitúra van nála.

## Alkotók
- Rendezte: Nepp József
- Írta: Dargay Attila, Jankovics Marcell, Nepp József
- Zenéjét szerezte: Deák Tamás
- Operatőr: Nagy Csaba, Neményi Mária
- Hangmérnök: Horváth Domonkos
- Vágó: Czipauer János
- Tervezte: Gémes József
- Háttér: Szálas Gabriella
- Rajzolták: Bakai Piroska, Cser Zsuzsa
- Színes technika: Dobrányi Géza, Kun Irén
- Gyártásvezető: Kunz Román

Készítette a Pannónia Filmstúdió.